# Sacciolepis otachyrioides
Sacciolepis otachyrioides là một loài thực vật có hoa trong họ Hòa thảo. Loài này được Judz. miêu tả khoa học đầu tiên năm 1990.